# Stripped (Rammstein)
A Stripped a Rammstein nevű német industrial metal zenekar kislemeze. A dal feldolgozása a Depeche Mode 1986-os, Black Celebration című lemezén szereplő azonos című számának. A Rammsteintól szokatlan módon az egész dal angolul szól.
Koncerten a basszusgitáros Oliver Riedel egy gumicsónakon „úszik” a tömeg felett. Régebben ezt a performanszot a Seemann című szám alatt a billentyűs Flake hajtotta végre.
A kislemez borítóját az osztrák Gottfried Helnwein tervezte.
A videóklipben a Leni Riefenstahl által rendezett Olimpia című filmből láthatók jelenetek.
A számot a Rammstein hatására a Scooter újra feldolgozta 2004-ben.

## Számlista
1. Stripped
2. Stripped (Psilonaut Mix) (Johan Edlund (Tiamat) remixe)
3. Stripped (Heavy Mental Mix) (Charlie Clouser remixe)
4. Stripped (Tribute to Düsseldorf Mix) (Charlie Clouser)
5. Stripped (FKK Mix) (Günter Schulz (KMFDM) remixe)
6. Wollt ihr das Bett in Flammen sehen? (Live Arena, Berlin, 1996)